# Ethyl
Ethyl (ethylová skupina) je hydrofobní alkylovou funkční skupinou. Ethyl vzniká odtržením jednoho vodíkového atomu z ethanu. Má souhrnný vzorec -C2H5. Někdy se ve vzorcích označuje jako Et.
Ethylová skupina se nalézá ve velkém množství organických sloučenin.

## Příklady sloučenin
- ethanol (ethylalkohol) – CH3CH2OH (EtOH)